# 日本镖毛鳞虫
日本镖毛鳞虫（学名：Laetmonice japonica）为鳞沙蚕科镖毛鳞虫属的动物。分布于日本、千岛-勘察加海沟，包括黄海、东海和台湾海峡潮下带等海域。